# Distretto di Głogów
Il distretto di Głogów (in polacco powiat głogowski) è un distretto polacco appartenente al voivodato della Bassa Slesia.

## Geografia antropica

### Suddivisioni amministrative
Il distretto comprende 6 comuni.
- Comuni urbani: Głogów
- Comuni rurali: Głogów, Jerzmanowa, Kotla, Pęcław, Żukowice